# Isidotus incanus
Isidotus incanus är en tvåvingeart som beskrevs av Henry Jonathan Reinhard 1962. Isidotus incanus ingår i släktet Isidotus och familjen parasitflugor.
Artens utbredningsområde är Arizona. Inga underarter finns listade i Catalogue of Life.